# Viadotto Gründjitobel
Il viadotto Gründjitobel (in tedesco Gründjitobel-Viadukt) è un viadotto in calcestruzzo armato che varca la gola detta Gründjitobel.
Il ponte si trova sulla ferrovia Coira-Arosa a poca distanza dal centro abitato di Langwies.